# ビリー・ガン
ビリー・ガン（Billy Gunn、1963年11月11日 - ）は、アメリカ合衆国の男性プロレスラー。フロリダ州オーランド出身。AEW所属。
キップ・ジェイムス（Kip James）など多数の旧リングネームがある。本名はモンティ・キップ・ソップ（Monty Kip Sopp）。

## 来歴

### キャリア初期
新日本プロレスに参戦経験のあるジェリー・グレイの元でトレーニングを積み、1989年にキップ・ソップ（Kip Sopp）のリングネームでプロレスラーデビューを果たす。その後キップ・ウィンチェスター（Kip Winchester）と改名し、フロリダのインディー団体であるIWF（International Wrestling Federation）にて、ブレット・コルトとのカウボーイギミックのタッグチーム、ロング・ライダーズ（Long Riders）で活躍。

### WWF / WWE
1993年4月、コルトと共にWWFと契約を交わし入団。リングネームをビリー・ガン（Billy Gunn）、コルトはバート・ガンへと変更し、タッグネームもスモーキン・ガンズ（The Smokin' Gunns）と改める。入団して早々ザ・ヘッドシュリンカーズ（ファトゥ & サムゥ）と長期抗争を展開。
1994年にはヘブンリー・ボディーズ（トム・プリチャード & ジミー・デル・レイ）との抗争で評価を高め、1995年1月23、RAWにてWWF世界タッグ王座を保持するボブ・ホーリー & 1-2-3キッドからベルトを奪取した。トップのタッグ戦線へと成長。オーエン・ハート & ブリティッシュ・ブルドッグ、グリム・ツインズ（ロン・ハリス & ドン・ハリス）と競い合い王座を通算3回獲得した。

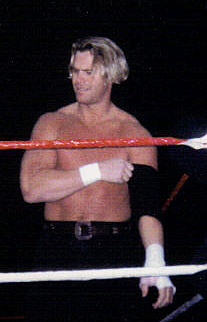
1996年

1996年11月、バートとのタッグを解消し、長期抗争へと展開。1997年2月にはWWF IC王座を保持するロッキー・メイビアとベルトを巡り抗争するがベルトを奪取するに至らなかった。4月よりホンキー・トンク・マンをマネージャーにロックンローラーギミックのヒール、ロッカビリー（Rockabilliy）へと変更。カントリーシンガーギミックのジェシー・ジェイムスと抗争を開始。10月よりリングネームをビリー・ガンへと戻し、抗争を展開していたジェイムスがリングネームをロード・ドッグへと変更してニュー・エイジ・アウトローズ（The New Age Outlaws）なるタッグチームを結成。11月24日のRAW is WARにてリージョン・オブ・ドゥーム（ホーク & アニマル）からWWF世界タッグ王座を奪取した。
当時飽和状態であり、王者チームの入れ替わりが激しかったタッグ戦線において長期防衛し、1998年1月より開始されたチェーンソー・チャーリー & カクタス・ジャックとの抗争においても幾度となく挑戦を退けた。3月29日、WWF年間最大のイベントであるWrestleMania XIVにてチャーリー & ジャックとダンプスターマッチによる王座戦を行い敗戦してベルトを奪取されたものの、翌30日のRAWにてスティールケージマッチで再戦が行われて勝利し、王座を奪還。そして共闘関係にあったD-ジェネレーションXへとメンバー入りし、キャリアのピークを迎える事になる。

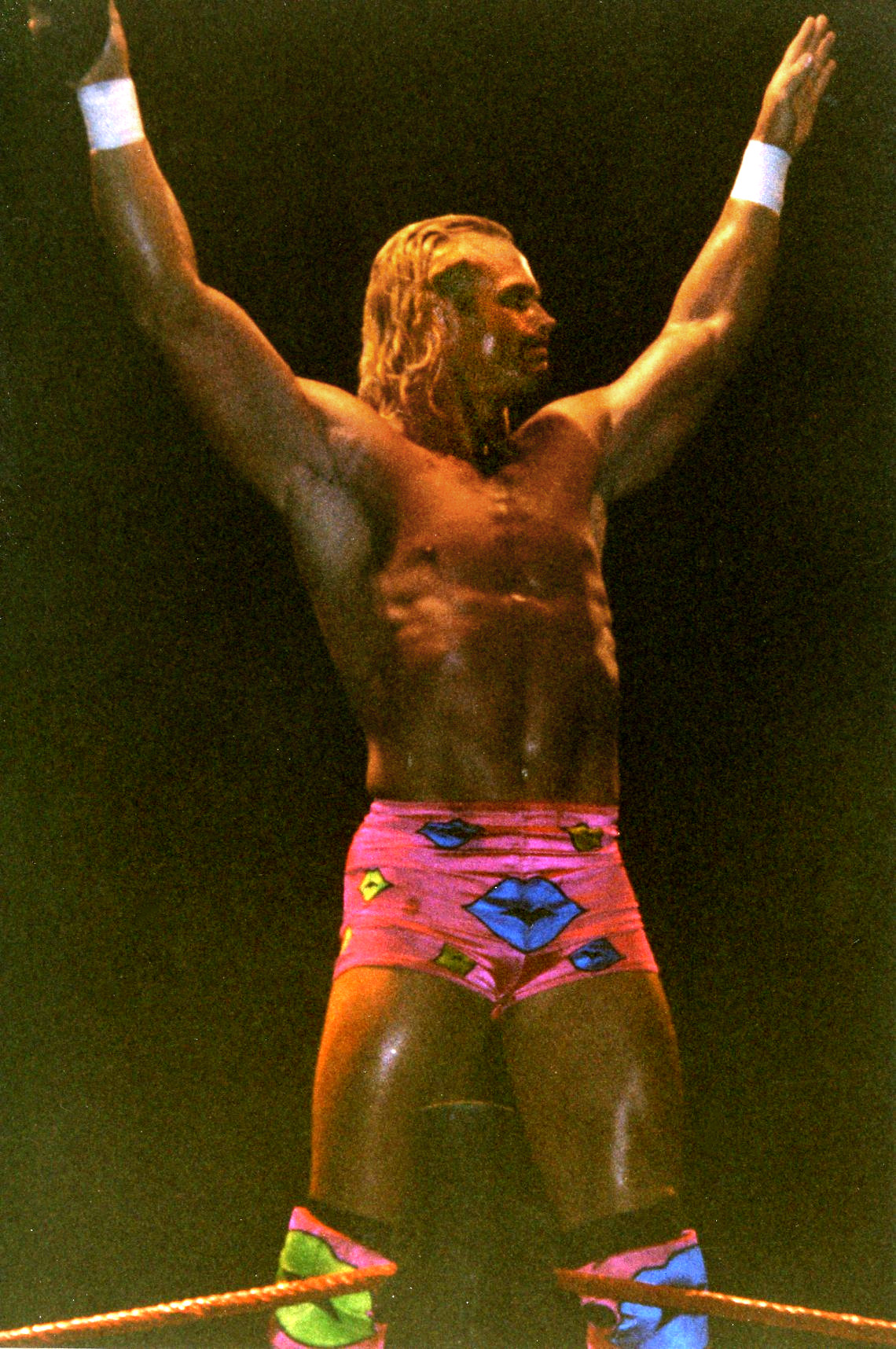
1999年

D-ジェネレーションXとしてネーション、コーポレーションとユニット間の抗争を展開する中、WWF世界タッグ王座を通算5回獲得。
シングルプレイヤーとしても活躍を見せ、1999年6月より引き締まった尻を誇張するキャラクターとなりミスター・アス（Mr. Ass）へと変更。同月27日に行われたKing of the Ring 1999では優勝を果たし、2000年1月よりリングネームをビリー・ガンへと戻す。11月21日にはSmackDown!にてWWF IC王座を保持するエディ・ゲレロと対戦して勝利し、ベルトを奪取している。12月にはスティーブン・リチャーズ率いる検閲ユニット、RTCとの抗争に敗れてミスター・アスのギミックが使えなくなり、ザ・ワン（The One）のニックネームで活動した。
2002年にはチャック・パルンボと共にゲイギミックのビリー & チャック（Billy & Chuck）を結成。専属スタイリストのリコを従えて2度タッグ王座に就くなど人気を博すが、10月14日、故障した事により欠場した為にユニットは解散となった。2003年6月に復帰。ミスター・アスのギミックを復活。2004年にはハードコア・ホーリーとのタッグで活動していたが8月31日にSmackDown!に出場したのを最後にWWEから解雇となった。

### TNA
WWE解雇後、2005年よりIWAプエルトリコ、NWA加盟団体であるNWAミッドアトランティックを経由し、3月よりジェフ・ジャレットが主宰するTNAと契約を交わし入団。リングネームをジ・アウトロー（The Outlaw）へと変更。13日のPPV、Destination X 2005ではケビン・ナッシュと対戦して勝利した。4月17日、BCW（Border City Wrestling）にてTNAに所属していたBGジェイムスとニュー・エイジ・アウトローズを再結成。A-1 & トライタンと対戦して勝利。
4月よりTNAではモンティ・ブラウンとタッグを組んで活動。6月には3LK（BGジェイムス & コナン & ロン・キリングス）と抗争を展開。7月、突如として自分はBGジェイムスの兄弟であった事を発言し、リングネームをキップ・ジェイムス（Kip James）へと変更。ブラウンとのタッグは継続していたものの最終的に11月に見放す事になり、3LKへとメンバー入り。同時にユニットネームを4LK（4 Live Kru）へと変更。しかし、結成した直後の12月11日、PPVであるTurning Point 2005にてチーム・カナダ vs 4LKとの対戦において突如造反し、敗戦。BGとユニットから脱退する事を宣言し、ジェイムス・ギャング（The James Gang）を結成した。
2006年、タッグ戦線で活動するもWWF時代ような王座を巡った争いに食い込めず、11月よりタッグネームをブードゥー・キン・マフィア（Voodoo Kin Mafia）へと変更。2007年、王座戦線には相変わらず加わる事ができない状態であったがLAX、スタイナー・ブラザーズ（リック・スタイナー & スコット・スタイナー）との抗争でストーリーラインを盛り上げた。
2008年1月、キップとの間において徐々に亀裂が生じるようになりをタッグを解消。4月13日、PPVであるLockdown 2008にてBGとスティールケージマッチによる遺恨戦を行い敗戦した。BGとの対戦後、シングルプレイヤーへと転向するが結果が出せず8月よりノックアウトユニット、ビューティフル・ピープル（アンジェリーナ・ラブ & ベルベット・スカイ）と共闘する事になり、リングネームをキュート・キップ（Cute Kip）へと変更。ミックスマッチなどのコミック路線でストーリーラインを盛り上げるが2009年12月にTNAより解雇となった。

### インディー団体

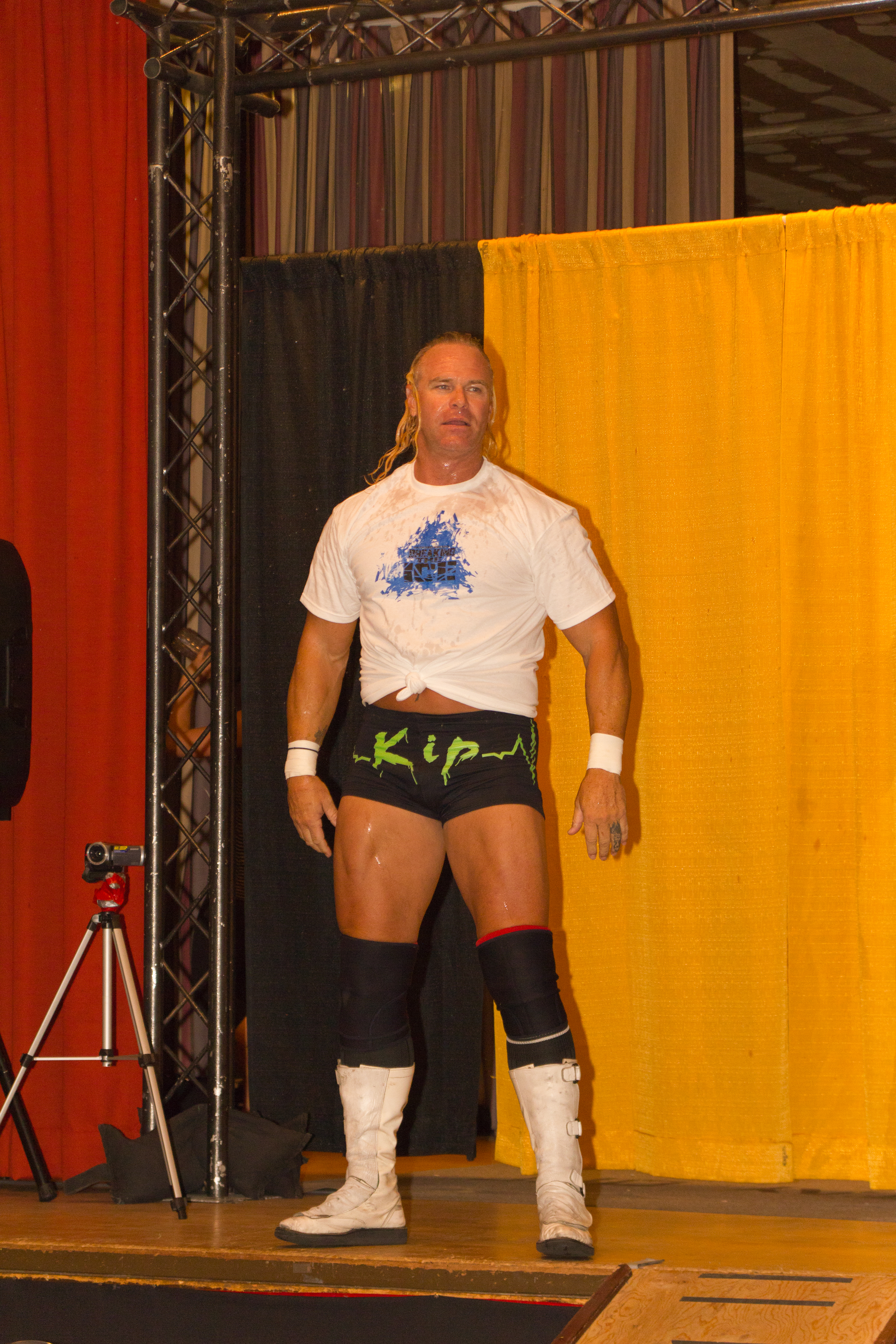
2012年

TNA解雇後、2009年11月27日、フロリダ州を拠点とするCCW（Coastal Championship Wrestling）のMiccosukee Mayhem 2009にニュー・エイジ・アウトローズとして参戦。ロー・ダウン（チャズ & ディーロ・ブラウン）とWWFリユニオンマッチを行い勝利。
2010年、ロード・ドッグと共にカナダのマニトバ州を拠点とするCWE（Canadian Wrestling's Elite）とWFX（Wrestling Fan Xperience）に参戦。
2011年3月5日、ニュージャージー州を拠点とするPWS（Pro Wrestling Syndicate）のSpring Break Showdownにて勝者はPWSヘビー級王座を獲得する事ができる変則6人タッグマッチにてロード・ドッグ & XパックとD-ジェネレート・オブ・レスリング（D-Generates of Wrestling）なるユニットを結成してリアリティ・チェック（ダニー・デマント & ケビン・マシューズ）& 王者であるデボン・ムーアと対戦するが敗戦し、ベルトを奪取するに至らなかった。7月30日、LLUSA（Lucha Libre USA）にキップ・ガン（Kip Gunn）のリングネームで出場。マルコ・コルレオーネと対戦するが敗戦した。8月12日、WWFやWCWに所属経験のあるICPがミシガン州にて主宰するJCW（Juggalo Championship Wrestling）のLegends & Iconsにニュー・エイジ・アウトローズとして参戦。jWo（ナッシュ & Xパック）と対戦するが敗戦した。12月14日、NWA加盟団体であるリングウォリアーズ（Ring Warriors）にビリー・ガンのリングネームで参戦し、ショーン・ウォルトマンと組んでNWA世界タッグ王座を保持するダークシティ・ファイトクラブ（ジョン・デービス & コリー・チェイビス）に挑戦するがベルトを奪取するに至らなかった。
2012年6月2日、ウェストバージニア州を拠点とするAPWA（American Pro Wrestling Alliance ）のMoonstruck Madnessに参戦。APWAアメリカン王座を保持するザ・ストローに挑戦して勝利し、ベルトを奪取。9月、ケビン・ナッシュが主宰するBBWF（Bad Boys of Wrestling Federation）に参戦。初代BBWFアルバ王座争奪トーナメントに出場。9日の決勝にてスコット・スタイナーに勝利して初代王者となった。

### WWE

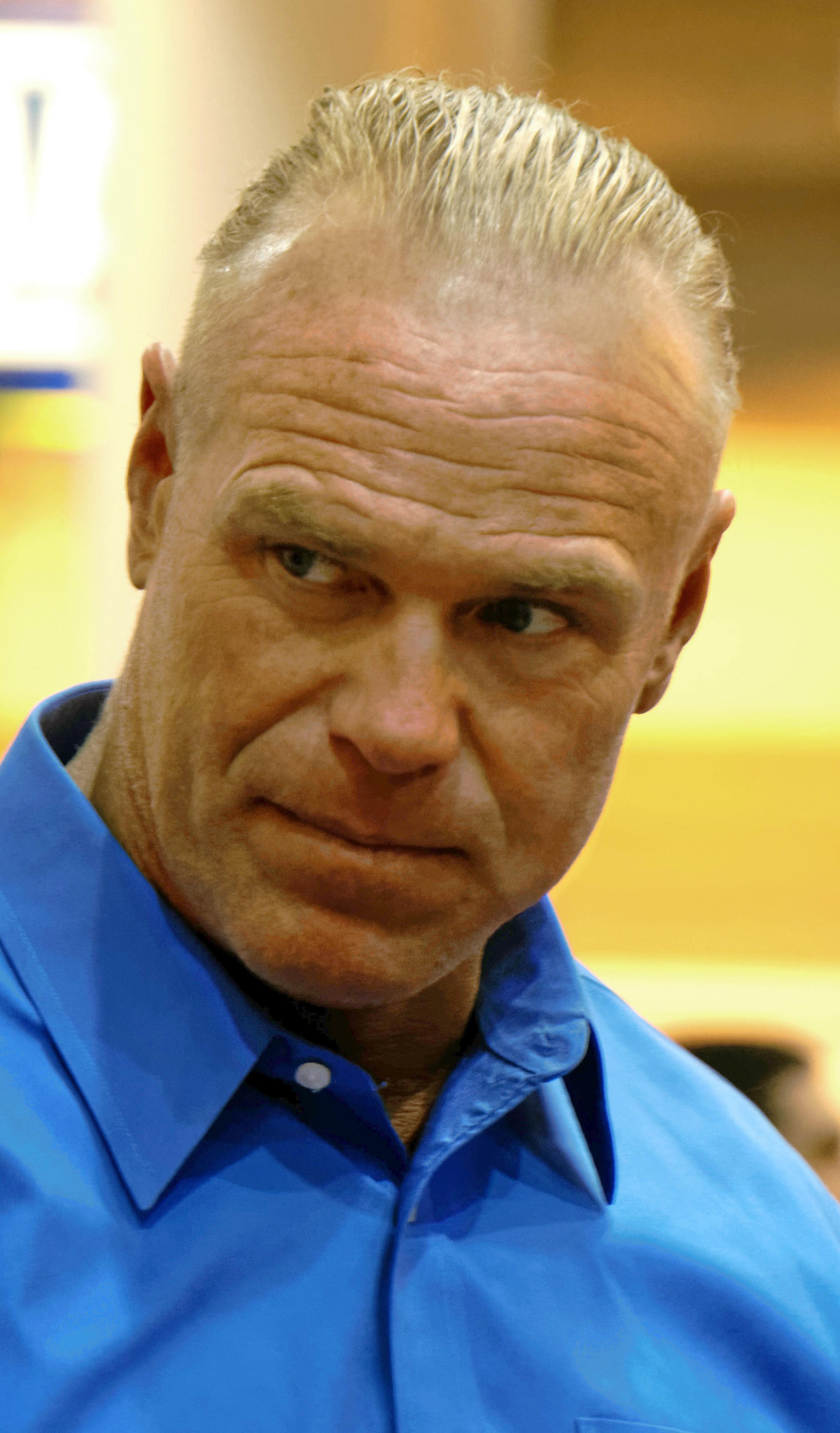
2014年

2012年7月23日、RAW1000回記念放送であるRAW 1000にてロード・ドッグとXパックと共に1998年4月27日にWCWがバージニア州に所在するスコープアリーナで開催したNitroに襲撃した時の戦闘用ジープに乗って登場。D-ジェネレーションXのメンバーと久々に顔を合わせ、往年のマイクパフォーマンスを披露した。その後、WWEの傘下団体であるNXTにパートタイムによるトレーナー契約を結びWWEに復帰。12月にはフルタイムによる契約をしたことを発表。同月にはニュー・エイジ・アウトローズとしてハウスショーに出場。
2013年3月4日、ニュー・エイジ・アウトローズとしてRAWに登場。プリモ & エピコと対戦して勝利。同月11日、RAWにてローデス・スカラーズ（コーディ・ローデス & ダミアン・サンドウ）と対戦するが試合途中にブロック・レスナーの介入により襲撃されノーコンテストとなった。
2014年1月13日、RAWにてヒールターンしてザ・シールドと抗争中であったCMパンクの助っ人として登場し、対戦するが敗戦。同月26日のPPV、Royal Rumble 2014にてWWEタッグ王座を保持するコーディ・ローデス & ゴールダストに挑戦して勝利し、ベルトを奪取した。2月よりウーソズとベルトを巡って抗争を開始。また、ダニエル・ブライアンと抗争中であったケインと共闘。同月28日には傘下団体であるNXTにてジェイソン・ジョーダン & タイ・デリンジャーとの試合で胸を貸している。3月3日、RAWにてウーソズとWWEタッグ王座を行い敗戦し、王座陥落。4月6日、WrestleMania XXXにてケインと組んでザ・シールドと対戦するがわずか2分で敗戦した。
2015年7月25日、出場したパワーリフティングの大会でのドーピング検査で異常値のテストステロンが検出され4年間大会の出場が禁止となりWWEも解雇となる。

### インディー団体 - 新日本プロレス - AEW
WWE解雇後、2015年11月26日、NWA加盟団体であるCCW（Circle City Wrestling）に参戦。ケビン・ソーンと組んでロブ・ストリート & ブライアン・クラスと対戦して勝利。
2016年3月18日、マサチューセッツ州を拠点とするBTW（Big Time Wrestling）に参戦。ギャングレルとWWFリユニオンマッチを行い勝利。4月15日、トミー・ドリーマーがニューヨーク州にて主宰するHOH（House Of Hardcore）のHOH XIIに参戦。サミ・キャラハンとWWE NXT時代のティーチャー vs スチューデントマッチと題して対戦。最後にフェイマサーを2回決めて勝利した。同月16日、HOH XIIIにてブル・ジェームスと対戦して勝利。試合後にケビン・ソーンとXパックが乱入する騒ぎになるがソーンを追い出すとジェームスとXパックと健闘を称え合った。6月10日、サミ・キャラハンがアイオワ州にて旗揚げした新団体であるPWR（Pro Wrestling Revolver）に参戦。ジョニー・ムンドと対戦。最後にフェイマサーを決めて勝利。8月6日、HOH 16にてランス・ホイットと対戦。最後にフェイマサーを決めて勝利。9月4日、ペンシルベニア州を拠点とするCHIKARAのKing Of Trios 2016に参戦。10組によるタッグチームガントレットマッチにXパックと共に出場。最後にXパックがチャック・テイラーにXファクターを決めて勝利。優勝を飾った。
11月、新日本プロレスにて開催されたタッグリーグであるWORLD TAG LEAGUEにヨシタツのパートナーとして出場。Bブロックにエントリーして3勝4敗、勝ち点6で予選敗退となった。
2019年、D-ジェネレーションXとしてWWE殿堂に迎えられた。
2019年1月より、AEWに選手及びプロデューサーとして所属している。
2023年8月AEW all inにてジ・アクレイムド（アンソニー・ボウエンズ、マックス・キャスター）と共にハウス・オブ・ブラックの持つAEW世界トリオ王座に3度目の挑戦を行い、勝利し、第5代AEW世界トリオ王座となった。

## 人物
- 次男のオースティン・ガンもプロレスラーであり、2020年より父と同じAEWに所属している。

## 得意技

### フィニッシュ・ホールド
フェイマサー
変形ギロチン・エース・クラッシャー。脚を相手の首にかける際、背中に乗り上げるように高くジャンプすることで高角度に落とす。首を両脚で上下から挟みこむ形で使用していた時期があるが、現在はほとんどの場合片脚で決めている。ダイビング式も使用する。
ワン・アンド・オンリー
相手をコブラクラッチの体勢からで持ち上げ、極めたまま前のめりに倒れ込み、相手の背中をマットに叩きつける変型コブラクラッチスラム。
TNA時代はミズーリ・ボート・ライドの技名で使用。
ガン・スティンガー
横抱き状態から相手の身体をサイドに振ってロックボトムに移行する。

### 投げ技
ジャックハマー
リフトアップスラム
スープレックス
スーパープレックス
ベリー・トゥー・バック・スープレックス

### 打撃技
エルボー
エルボー・スタンプ
バックエルボー
バック・ハンド・チョップ
ナックルパンチ
クローズライン
ドロップキック
ミサイルドロップキック
延髄斬り
スティンガー・スプラッシュ
コーナーにもたれかかった（背面やコーナーに横たわった場合もあり）相手へ、対角線上から走りこんでのジャンピング・ボディ・アタック。

### 連携技
スパイク・パイルドライバー
ロード・ドッグとの連携技。ジェイムスがパイルドライバーの体勢で抱え上げ、ビリーが相手の両足を掴んで叩きつける。
サイドワインダー
バート・ガンとの合体技。バックドロップとネックブリーカーを同時に決める。
コードレッド
チャック・パルンボとの合体技。ダブル・インパクト。

## タイトル歴
WWF / WWE

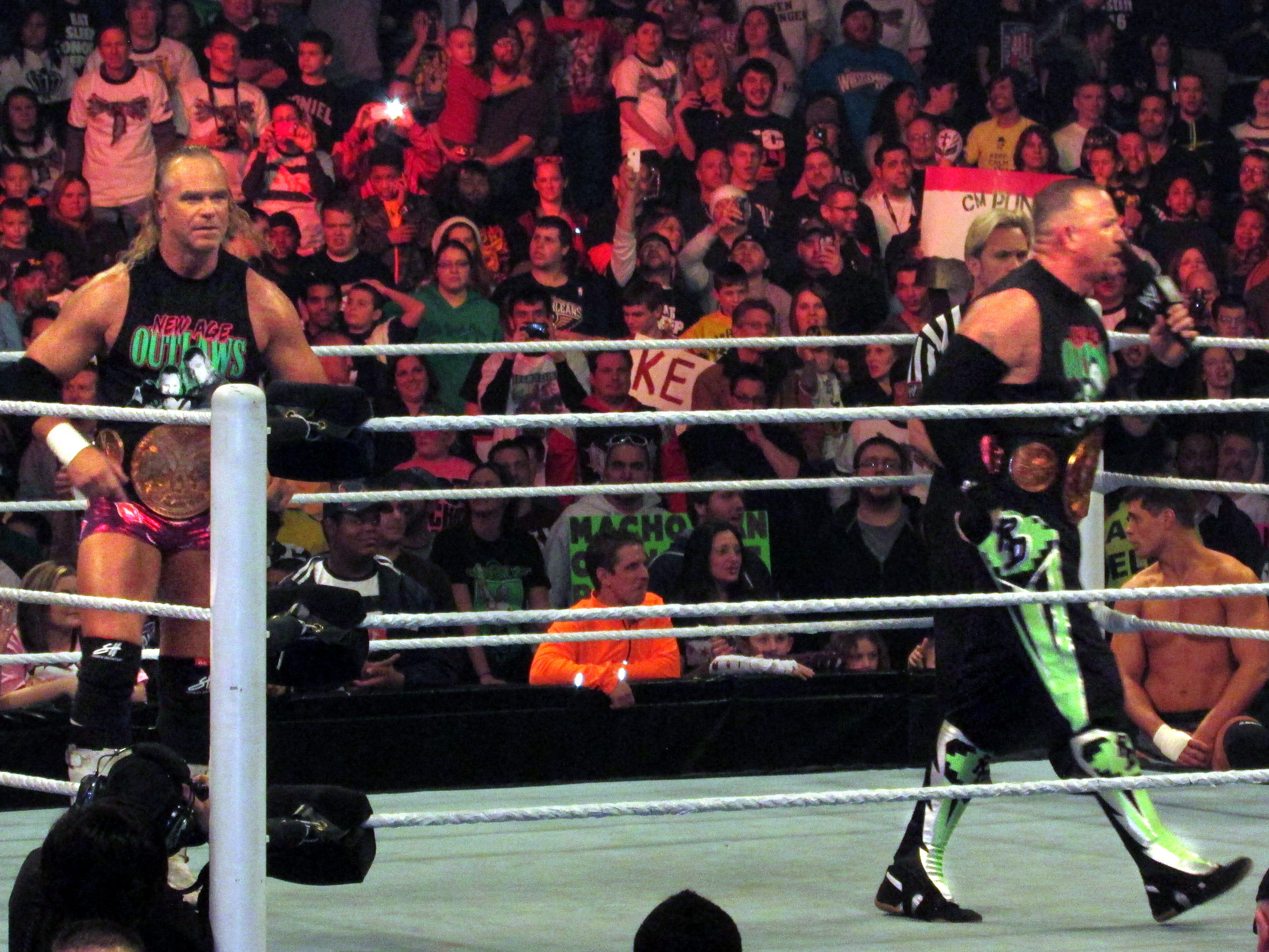
ニュー・エイジ・アウトローズ（ビリーガン&ロード・ドッグ）WWF世界タッグ王座 / WWE世界タッグ王座

- WWFインターコンチネンタル王座 : 1回
- WWFハードコア王座 : 2回
- WWF世界タッグ王座 / WWE世界タッグ王座 : 10回（w / バート・ガン×3、ロード・ドッグ×5、チャック×2）
- WWEタッグ王座 : 1回（w / ロード・ドッグ）
- キング・オブ・ザ・リング 優勝 : 1回（1999年）
- WWE殿堂（2019年）（D-ジェネレーションXとして）[12]

AEW
- AEW世界トリオ王座 : 1回（第5代）（w / マックス・キャスター & アンソニー・ボウエンズ）

インディー団体
- IWFタッグ王座 : 2回（w / ブレット・コルト）
- MCWタッグ王座 : 2回（w / BGジェイムス）
- WPWヘビー級王座 : 1回

## 決め台詞
- If you're not down with that, we got two words for you...suck it!!

## 入場曲
- Oh, You Didn't Know?
- Smokin'
- Rock-A-Billy
- Ass Man
- Break It Down
- I've Got It All
- You Look So Good to Me
- Nobody Moves
- In My House
- Tiger Beat
- Angel on My Shoulder